# Józef Beer
Józef Beer (ur. 7 maja 1908 w Chodorowie, zm. 23 listopada 1987 w Nicei) – polski kompozytor.

## Życiorys
Beer dorastał we Lwowie, znajdującym się wówczas na terenie Polski. W wieku 7 lat zaczął komponować, tworząc własny system notacji muzycznej. Jako młody wirtuoz fortepianu zrezygnował z kariery pianisty koncertowego na rzecz swojej jedynej pasji – kompozycji.
Regularną naukę muzyki rozpoczął jako gimnazjalista w lwowskim Konserwatorium. Jego miłość i talent do muzyki były tak wielkie, że nawet zmuszony przez ojca do rozpoczęcia studiów prawniczych, wytrzymał na nich tylko rok. W 1927 r. trafił do Hochschule für Musik w Wiedniu, gdzie pozwolono mu pominąć pierwsze cztery lata i został przyjęty bezpośrednio na poziomie magisterskim do prestiżowej klasy kompozytora i pedagoga Josepha Marxa, którego został protegowanym. Beer ukończył szkołę z tytułem Summa cum Laude w 1930 roku, a profesor Marx pomógł mu w osiągnięciu pierwszych sukcesów. Młodzieńcze kompozycje Beera, głównie instrumentalne, są w większości zaginione.
10 marca 1934 r. odbyła się w Operze w Zurychu prapremiera Der Prinz von Schiras (Książę z Shirazu) do libretta dr. Fritza Löhnera-Bedy i Ludwiga Herzera, która spotkała się z uznaniem krytyków. Po udanym debiucie dzieło zostało wystawione w Salzburgu, Wiedniu (Theater an der Wien), Warszawie (Teatr Wielki), Madrycie (Teatro Fontalba) i Sztokholmie oraz zaprezentowane zostało w Ameryce Południowej z Luis Calvo Company.
3 kwietnia 1937 roku ponownie w Operze w Zurychu odbyła się prapremiera operetki Polnische Hochzeit (Polskie wesele) do libretta Fritza Löhnera-Bedy i Alfreda Grünwalda. Utwór został następnie wykonany na ponad 40 scenach w całej Europie i przetłumaczony na 8 języków. W Polsce został zaprezentowany po raz pierwszy w 1937 roku w Teatrze Miejskim w Bydgoszczy (tłumaczenie libretta: Leopold Brodziński) i ponownie dopiero w formie koncertowej 29 listopada 2020 roku w polskim przekładzie Doroty Krzywickiej-Kaindel.

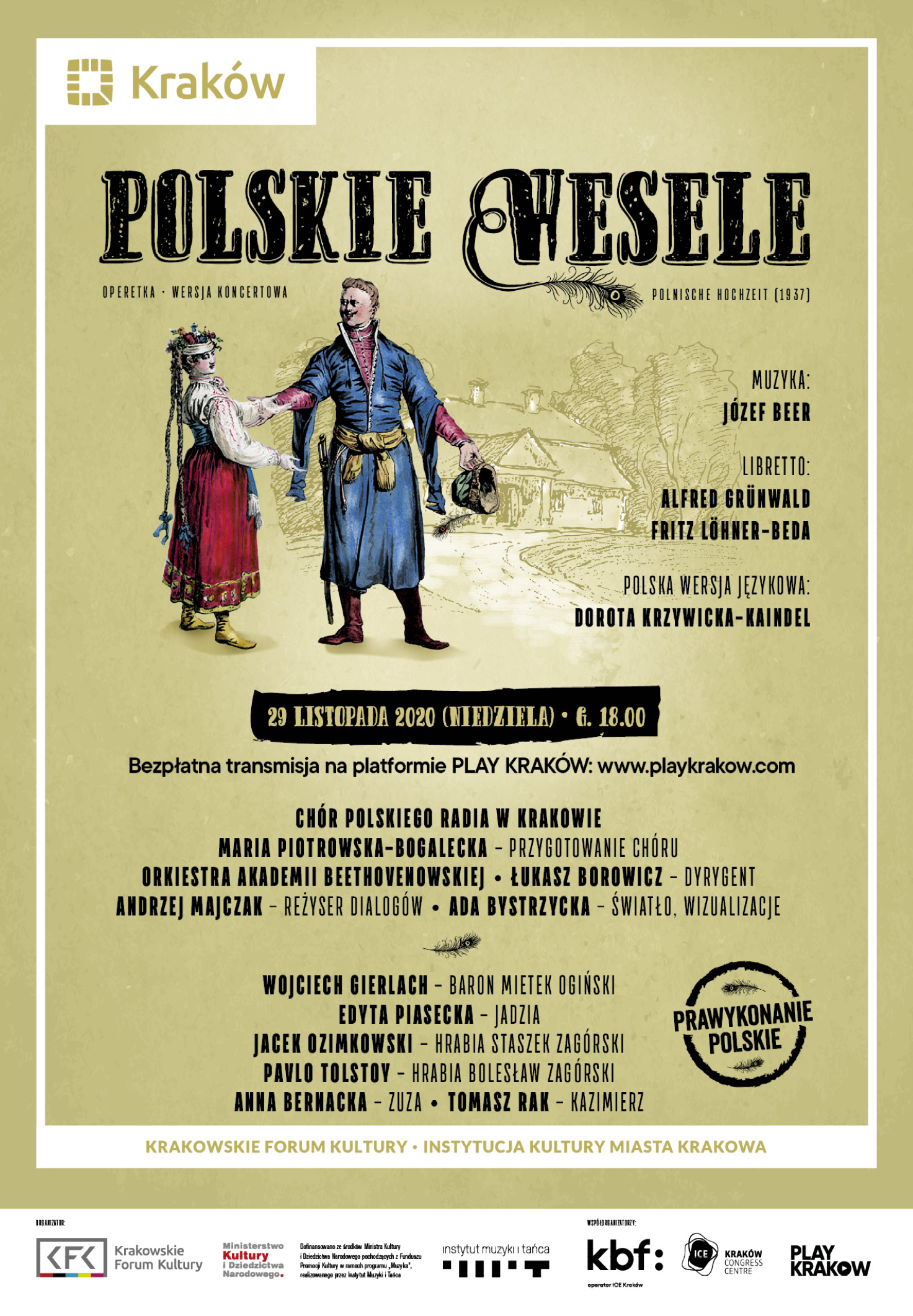
Plakat koncertu wykonania koncertowego operetki Józefa Beera Polskie wesele, Kraków 29 listopada 2020 r.

Zaplanowane inscenizacje w Paryżu w Théâtre du Châtelet z udziałem słynnej pary scenicznej Jana Kiepury i Marty Eggerth oraz w Wiedniu w Theater an der Wien z udziałem wybitnego tenora Richarda Taubera zostały gwałtownie przerwane – w marcu 1938 roku Austria została wcielona do III Rzeszy i utwory żydowskich autorów znalazły się na indeksie, a oni sami musieli ratować życie ucieczką.
Nazwisko Beer zostało skreślone z listy Theater an der Wien i usunięte z katalogu wydawcy Universal Edition. Utwory „Żyda Beera” zostały zakazane, a jego nazwisko znalazło się na liście kompozytorów w niesławnym katalogu AKM z 1937 roku, odkrytym przez dr Carlę Shapreau w 2014 roku. Z pomocą dyrektora Théâtre du Châtelet i brata mieszkającego we Francji pośpiesznie zarejestrowano go jako doktorantana Sorbonie, dzięki czemu Beer uzyskał wizę i zdołał uciec do Paryża. Po wkroczeniu Niemiec do tego kraju ukrywał się na fałszywych dokumentach, jako Jean Joseph Bérard w Nicei, mieszkając tam z bratem Joachimem.
W 1939 roku przyjął zlecenie od dyrygenta Opery w Zurychu na napisanie opery Der Geliebte Dieb (Ukochany złodziej) jako ghostwriter. Wysokie honorarium, które otrzymał, wysłał członkom swojej rodziny uwięzionym w getcie lwowskim, próbując w ten sposób zapewnić im środki do ucieczki. Utwór z librettem Roberta Gilberta i Ludwiga Herzera powstał zaledwie w kilka tygodni w pokoju hotelowym bez fortepianu, a kompozytor usłyszał go po raz pierwszy podczas transmisji radiowej z Opery w Zurychu w 1940 roku. Niestety rodzice i młodsza siostra Zuzanna, których wojna ostatecznie zatrzymała we Lwowie, zginęli w obozie w Auschwitz.
W Nicei Beer napisał m.in. operę komiczną Stradella in Venedig (Stradella w Wenecji) o XVII-wiecznym włoskim kompozytorze (premiera odbyła się dopiero w 1949 roku w Operze w Zurychu) i przygotowywał aranżacje orkiestrowe dla lokalnych zespołów. W tym mieście także ożenił się i przyszły na świat dwie jego córki.
Po zakończeniu II wojny światowej Beer pozostał w Nicei, a w latach pięćdziesiątych – przyjął francuskie obywatelstwo. Tam też wystawione zostało jego oratorium Ave Maria. W 1966 roku Beer uzyskał doktorat z muzykologii z wyróżnieniem Très Honorable et Félicitations du Jury na Sorbonie pod kierunkiem słynnego francuskiego muzykologa Vladimira Jankelevitcha. Tytuł pracy magisterskiej brzmiał: L’évolution du style harmonique dans l’œuvre de Scriàbine (Ewolucja stylu harmonicznego w twórczości Skriabina).
Do wątków swojej polskiej ojczyzny wrócił po wielu latach jeszcze raz, pisząc w 1977 śpiewogrę Polka Napoleona, opowiadający historię Marii Walewskiej. Komponował codziennie, ale jego styl kompozytorski diametralnie się zmienił i teraz przez lata, a nawet dziesięciolecia dopracowywał każdą operę. Jego ostatnia śpiewogra Dzień polarny (Mitternachtssonne) z 1987 roku o magicznym romansie drwali i elfopodobnych stworzeń nie została dotąd wykonana. Odrzucał jednak wiele propozycji zamówień, na przykład od Opery de Monte Carlo, uważając wielu swoich byłych współpracowników za kolaborantów z hitlerowcami.
Z czasem kompozytor coraz bardziej wycofywał się z życia zewnętrznego i powoli zrywał więzi ze środowiskiem artystycznym. Aż do śmierci codziennie komponował w izolacji.
Ostatnie lata przyniosły wzrost zainteresowań twórczością Beera w Austrii, Francji, Niemczech i Polsce. Pojawiły się wydania nutowe (Doblinger) i nagrania płytowe (CPO) z muzyką kompozytora. 

## Utwory
- Tryptyk na orkiestrę symfoniczną (1930-32)
- Atalia: Tango na obój, klarnet i dowolny zespół kameralny (1930-32)
- Wariacje na temat Corellego na skrzypce i klarnet (1930-32)
- Sonata na wiolonczelę i fortepian (1930-32)
- Walzersilhouetten, balet symfoniczny (1930-32)
- Książę z Shirazu (Der Prinz von Schiras), operetka (1934)
- Polskie wesele (Polnische Hochzeit), operetka w 3 aktach (1937)
- Igła z nitką (Nadel und Swirn), opera (1937)
- Ukochany złodziej (Der Geliebte Dieb), opera (1940)
- Ave Maria, oratorium (1946)
- Stradella w Wenecji (Stradella in Venedig), opera komiczna w 5 częściach (1949)
- Farandole, balet (1949)
- Polka Napoleona (La Polonaise), śpiewogra w 3 aktach, 5 obrazach i z prologiem (1977)
- Mazurka, balet (1987)
- Dzień polarny (Mitternachtssonne), śpiewogra w pięciu częściach, z 2 interludiami i prologiem (1987)[8]